# Diócesis de Imus
La diócesis de Imus (en latín: Dioecesis Imusensis, en inglés: Roman Catholic Diocese of Imus y en tagalo: Diyosesis ng Imus) es una circunscripción eclesiástica de la Iglesia católica en Filipinas. Se trata de una diócesis latina, sufragánea de la arquidiócesis de Manila, que tiene al obispo Reynaldo Evangelista y Gonda como su ordinario desde el 8 de abril de 2013.

## Territorio y organización
La diócesis tiene 1287 km² y extiende su jurisdicción sobre los fieles católicos de rito latino residentes en la provincia de Cavite de la región de Calabarzon. 
La sede de la diócesis se encuentra en la ciudad de Imus, en donde se halla la Catedral de Nuestra Señora del Pilar. En Silang se encuentra el santuario nacional de Nuestra Señora de la Salette.
En 2019 en la diócesis existían 83 parroquias.

## Historia
La diócesis fue erigida el 25 de noviembre de 1961 con la bula Christifidelium consulere del papa Juan XXIII, obteniendo el territorio de la arquidiócesis de Manila y de la diócesis de Lipá (hoy arquidiócesis de Lipá).
En 2009,la diócesis de Imus acogió el primer encuentro de la juventud asiática, una versión continental de la Jornada Mundial de la Juventud.

## Estadísticas
De acuerdo al Anuario Pontificio 2020 la diócesis tenía a fines de 2019 un total de 3 111 930 fieles bautizados.
| Año                                                                             | Población            | Población | Población      | Sacerdotes | Sacerdotes    | Sacerdotes    | Bautizados por sacerdote | Diáconos permanentes | Religiosos | Religiosos | Parroquias |
| Año                                                                             | Bautizados católicos | Total     | % de católicos | Total      | Clero secular | Clero regular | Bautizados por sacerdote | Diáconos permanentes | Varones    | Mujeres    | Parroquias |
| ------------------------------------------------------------------------------- | -------------------- | --------- | -------------- | ---------- | ------------- | ------------- | ------------------------ | -------------------- | ---------- | ---------- | ---------- |
| 1970                                                                            | 350 839              | 518 483   | 67.7           | 51         | 31            | 20            | 6879                     |                      | 76         | 52         | 27         |
| 1980                                                                            | 566 936              | 707 150   | 80.2           | 76         | 42            | 34            | 7459                     |                      | 319        | 108        | 31         |
| 1990                                                                            | 834 000              | 1 024 000 | 81.4           | 129        | 49            | 80            | 6465                     |                      | 145        | 90         | 38         |
| 1999                                                                            | 1 624 430            | 1 825 203 | 89.0           | 164        | 78            | 86            | 9905                     |                      | 395        | 353        | 42         |
| 2000                                                                            | 1 851 960            | 2 104 501 | 88.0           | 191        | 80            | 111           | 9696                     |                      | 327        | 296        | 43         |
| 2001                                                                            | 1 972 540            | 2 215 264 | 89.0           | 162        | 80            | 82            | 12 176                   |                      | 416        | 234        | 43         |
| 2002                                                                            | 2 014 983            | 2 264 026 | 89.0           | 155        | 84            | 71            | 12 999                   |                      | 596        | 419        | 43         |
| 2003                                                                            | 2 035 045            | 2 286 567 | 89.0           | 189        | 88            | 101           | 10 767                   |                      | 545        | 379        | 43         |
| 2004                                                                            | 2 075 972            | 2 419 206 | 85.8           | 180        | 90            | 90            | 11 533                   |                      | 428        | 379        | 45         |
| 2006                                                                            | 2 210 000            | 2 580 000 | 85.7           | 184        | 95            | 89            | 12 010                   |                      | 381        | 255        | 46         |
| 2013                                                                            | 2 876 939            | 3 596 174 | 80.0           | 239        | 119           | 120           | 12 037                   |                      | 401        | 301        | 55         |
| 2016                                                                            | 2 965 000            | 3 706 000 | 80.0           | 253        | 112           | 141           | 11 719                   |                      | 514        | 371        | 87         |
| 2019                                                                            | 3 111 930            | 3 889 660 | 80.0           | 333        | 115           | 218           | 9345                     |                      | 726        | 486        | 83         |
| Fuente: Catholic-Hierarchy, que a su vez toma los datos del Anuario Pontificio. |                      |           |                |            |               |               |                          |                      |            |            |            |

## Episcopologio
- Artemio Gabriel Casas † (11 de diciembre de 1961-4 de septiembre de 1968 nombrado obispo auxiliar de Manila[3])
- Felix Paz Perez † (25 de febrero de 1969-29 de febrero de 1992 falleció)
- Manuel Cruz Sobreviñas † (25 de febrero de 1993-22 de octubre de 2001 retirado)
- Luis Antonio Tagle (22 de octubre de 2001-13 de octubre de 2011 nombrado arzobispo de Manila)
- Reynaldo Gonda Evangelista, desde el 8 de abril de 2013